# The Acid
I The Acid sono un quartetto statunitense di musica elettronica fondato nel 2013 e composto dal DJ britannico Adam Freeland, da Steve Nalepa, produttore e compositore californiano, dal cantante e scrittore statunitense Jens Kuross e da RY X, artista australiano.

## Carriera
Il gruppo si è formato quando RY X, nato in Australia, che collabora anche con il produttore berlinese Frank Weidemann nel duo elettronico Howling, durante una festa a Los Angeles ha incontrato Freeland, nominato ai Grammy, che ha remixato artisti dai The Orb a Lana Del Rey, e pubblicato il singolo di successo We Want Your Soul  (così come molti altri EP e album). Freeland ha invitato RY X a unirsi a lui in studio con Steve Nalepa, che è compositore e professore di tecnologia musicale. Le sessioni di musica hanno prodotto quattro canzoni che il trio ha pubblicato su SoundCloud a metà 2013 senza troppa pubblicità, ma che hanno avuto successo grazie al loro mix di elementi indie, dance e R&B. Queste canzoni sono uscite all'inizio dell'anno successivo come EP omonimo The Acid tramite l'etichetta "Infectious Records". Il primo album del gruppo, Liminal, è apparso nel luglio del 2014. Nel novembre 2017, la band ha presentato il suo ultimo album, la colonna sonora del documentario di Netflix The Bomb. Nel 2018 le tracce Ghost e Tumbling Lights vengono incluse nella colonna sonora della miniserie HBO Sharp Objects.

## Discografia

### Album
Il 14 aprile 2013 il gruppo pubblica l'EP The Acid (contenente Animal, Basic Instinct, Fame e Tumbling Lights), annunciando la futura uscita dell'album Liminal, avvenuta il 7 luglio 2014. L'album dura cinquanta minuti e il suo stile è stato definito un solitario minimalismo pop oscuro, sussurrato, che lavora sia in superficie che in profondità.
Il 23 aprile 2016 il film documentario The Bomb viene presentato al Tribeca Film Festival, dove i The Acid eseguono dal vivo la colonna sonora dell'intero film. Il film, diretto da Kevin Ford, Keshari e Schlosser, è strutturato in modo non lineare e presenta filmati d'archivio mai visti prima che mostrano gli orrori nucleari e la potenza distruttiva delle bombe atomiche. Il film è stato proiettato su schermi alti 10 metri che avvolgevano l'intero atrio della Gotham Concert Hall, con la band situata al centro della stanza per accompagnare con musica dal vivo. Il 17 novembre 2017 la band pubblica la soundtrack del film, e il 26 gennaio 2018 diventa possibile l'acquisto del vinile dell'album.

### Singoli e remix
Insieme ai singoli degli album, escono molti remix ufficiali delle stesse tracce creati da diversi producer e DJ.
- 2014: Fame - Jesse Rose Mix
- Fame - Jesse Rose Dub Mix
- Fame - Factory Floor Dub Mix
- Ghost - Maya Jane Coles Remix
- Ghost - Oliver Schories Remix
- Ghost - William Arcane Remix
- 2015: Ra - Luka Remix
- Ra - David August Remix
- Ra - Olaf Stuut Remix
- Ra - Weval Remix
- Ra - Alex Banks
- Red - Olaf Stuut Remix
- 2017: Shortline - Thomas Jack Remix
- Basic Instinct - Thomas Jack Remix